# Гальего, Рубен (политик)
Рубен Маринеларена Гальего (англ. Rubén Marinelarena Gallego, род. 20 ноября 1979[…], Чикаго) — американский политик, сенатор США (с 2025).

## Биография
Родился 20 ноября 1979 года в Чикаго в семье иммигрантов — мать из Колумбии, отец — из Мексики. Провёл детство в рабочих районах южного Чикаго, населённых в основном афроамериканцами и испаноязычными, в юности жил некоторое время в мексиканском штате Чиуауа, откуда родом его отец. Тот был осуждён на тюремное заключение за преступления, связанные с наркотиками, и мать одна растила Рубена и его трёх сестёр (в школьные и студенческие годы он подрабатывал в пиццерии, на стройке, на мясокомбинате). Первым в семье поступил в колледж — учился в Гарвардском университете, но был исключён на год за дисциплинарные нарушения, включавшие употребление спиртных напитков в несовершеннолетнем возрасте. В 2000 году поступил в резерв морской пехоты, получив специальность миномётчика. Позднее вернулся в Гарвард и в 2004 году получил степень бакалавра по международным отношениям. В 2005 году в составе 3-го батальона 25-го полка морской пехоты был направлен в Ирак, где его рота «Лима» сначала получила прозвище «счастливая Лима» из-за минимальных потерь в первые месяцы, но позднее оказалась подразделением американских вооружённых сил, понёсшим наибольшие потери в Ираке. Гальего пережил посттравматический синдром и в 2021 году опубликовал вместе с Джимом Дефелисом (Jim DeFelice) книгу They Called Us «Lucky»: The Life and Afterlife of the Iraq War’s Hardest Hit Unit (Нас называли «счастливчики»: жизнь во время и после Иракской войны наиболее пострадавшего подразделения).
В 2010 году был избран в палату представителей Аризоны, в 2014 году — в Палату представителей США.
5 ноября 2024 года победил с результатом 50,1 % на выборах в Сенат США от Аризоны консервативную республиканку, бывшую телеведущую и убеждённую соратницу Дональда Трампа Кэри Лейк. Данный мандат освободился из-за отказа от переизбрания его обладательницы Кирстен Синема, до победы которой на выборах 2018 года демократы не побеждали на выборах в Сенат США от Аризоны в течение трёх десятилетий, и победа Гальего оказалась весьма важной для них ввиду утраты большинства в Сенате.